# نو سموكينغ
نو سموكينغ هو رسم كاريكاتوري من إنتاج شركة والت ديزني للإنتاج في عام 1951، ويضم جوفي. هذا الكارتون هو اختصار آخر لسلسلة «غوفي ذا ايفري مان» في الخمسينيات من القرن الماضي. يبدأ هذا الكارتون بتتبع تاريخ موجز للتدخين، بما في ذلك كيف جلب كريستوفر كولومبوس التبغ إلى أوروبا من الأمريكيين الأصليين، ثم ينتقل إلى جوفي، مثل «جورج جيف» في هذا الكارتون، محاولًا دون جدوى التخلي عن عادة التدخين.

## حبكة
في هذا الكارتون، نبدأ بذكريات الماضي التي تعرض نسخة شبيهة بـ «جوفي» لكريستوفر كولومبوس، الذي أعطاه أحد الأمريكيين الأصليين سيجارًا. أعادته سفنه الثلاث إلى بلادهم، والدخان يتصاعد منها. رجل في أوروبا يلف سيجارًا بورقة شجر وقزم يشعله بشعلة صغيرة، ونرى تأثير شعبية التدخين اليوم.

## روابط خارجية
- نو سموكينغ  في قاعدة بيانات الأفلام على الإنترنت (بالإنجليزية)